# Postepipona andreanicolor
Postepipona andreanicolor (лат.) — вид одиночных ос (Eumeninae).

## Распространение
Мадагаскар.

## Описание
Длина осы 10 мм. Вид был впервые описан как единственный представитель рода Simplepipona Gusenleitner, 2004, который близок к роду одиночных ос Anterhynchium. Взрослые самки охотятся на личинок насекомых для откладывания в них яиц и в которых в будущим появится личинка осы.
В 2011 году включён в состав рода Postepipona.